# Pálcikásjáték
A Pálcikásjáték kétszemélyes stratégiai táblás játék. A győzelemhez a mi jelünkből kell többet rakni a táblára.
Bár táblás játék, az amőbához hasonlóan leginkább egy füzet kockás papírján, írószerrel szokták gyerekek játszani.
Általában kocka, vagy kockákon rajzolt rombusz alakzatban.

## Játékmenet
Négyzethálós vagy pontrácsos felületen játszódik. A játékosoknak felváltva kell szögtől szögig, függőleges vagy vízszintes vonalat behúzni. Ha valaki ezekből egy négyzetet zár körbe (az utolsó elemét rakja le a négyzetnek), akkor a játékos egy jelet írhat a négyzetbe, mely klasszikusan egy X vagy egy O.
A játék addig tart, amíg az összes vonal be van húzva a táblán, és az nyer, aki a legtöbb jelet tudta lerakni.

## Egyéb változatok
A játéknak van egy háromszöges változata is, ahol átlósan is lehet vonalat húzni, de akkor derékszögű háromszöget kell kirakni hogy a játékos letehesse a jelét, a négyzet nem számít jelnek. (viszont ha egy négyzetbe rak átlós vonalat, dupla jelet kap)